# Habib Chatty

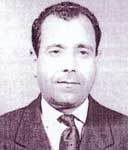
Habib Chatty (1957)

Habib Chatty (arabisch الحبيب الشطي, DMG al-Ḥabīb aš-Šaṭṭī; * 9. August 1916 in M’saken; † 6. März 1991 in Paris) war ein tunesischer Politiker.

## Biografie
Nach dem Schulbesuch am Collège Sadiki in Tunis begann er Ende der 1930er Jahre eine Tätigkeit als Journalist sowie zuletzt als Chefredakteur der Zeitschrift Assabah.
1955 wurde er zum Direktor für Information in der Regierung von Premierminister Tahar ben Ammar ernannt. 1958 wurde ihm der Rang eines Botschafters verliehen und wurde als solcher 1972 Kabinettchef von Präsident Habib Bourguiba.
Anschließend wurde er am 14. Januar 1974 als Nachfolger von Muhammad Masmudi zum Außenminister in das Kabinett von Premierminister Hédi Nouira berufen. Dieses Amt bekleidete er bis zu seiner Ablösung durch Mohamed Fitouri am 24. Dezember 1977.
Im Januar 1980 wurde er zum Nachfolger von Amadou Karim Gaye als Generalsekretär der Organisation der Islamischen Konferenz (OIC) gewählt und wurde am 31. Dezember 1984 von Syed Sharifuddin Pirzada abgelöst. Als Generalsekretär nahm er 1983 an dem Internationalen Symposium über gemeinsame Prinzipien, Formen und Themen in der islamischen Kunst teil.